# Romeo (minialbum)
Romeo – drugi minialbum południowokoreańskiej grupy SHINee, wydany 25 maja 2009 roku w Korei Południowej. Osiągnął 1 pozycję na listach przebojów w Korei Południowej, sprzedając się w ilości 119 363 egzemplarzy. Album był promowany przez singel Juliette, instrumentalny remake piosenki Deal with It Corbin Bleu.
Minialbum został wydany w Japonii 29 lipca 2009 roku z alternatywną okładką i bonusowym DVD zawierającym teledysk do utworu Juliette. Osiągnął 39 pozycję w rankingu Oricon, sprzedał się w nakładzie  egzemplarzy.

## Lista utworów
| Nr | Tytuł                                                                                          | Słowa                                 | Muzyka                                                     | Czas |
| -- | ---------------------------------------------------------------------------------------------- | ------------------------------------- | ---------------------------------------------------------- | ---- |
| 1. | "Niga Mame Deuleo (Talk to You)" (kor. 니가 맘에 들어 (Talk to You))                           | Kim Tae-sung (Xperimental Production) | Carol Borjaf                                               | 3:27 |
| 2. | "Juliette" (kor. 줄리엣 (Juliette))                                                            | Jonghyun, Minho                       | Mikkel Remee Sigvardt, Jay Sean, Mich Hansen, Joe Belmaati | 3:25 |
| 3. | "Chalali Ttaelyeo (Hit Me)" (kor. 차라리 때려 (Hit Me))                                        | Kim Jung-bae                          | Kenzie                                                     | 3:56 |
| 4. | "Señorita" (kor. 세뇨리따 (Señorita))                                                          | Kim Jung-bae                          | Kenzie                                                     | 3:32 |
| 5. | "Jamkkodae (Please, Don't Go)" (kor. 잠꼬대 (Please, Don't Go))                                | Jungyup                               | Jungyup, Eco Bridge                                        | 4:10 |
| 6. | "Sonyeon, Sonyeoleul Mannada (Romeo + Juliette)" (kor. 소년, 소녀를 만나다 (Romeo + Juliette)) | Lee Sung-su                           | Lee Sung-su, Chon Hong-sung                                | 4:44 |